# Estação Florida (Metro de Buenos Aires)
A Estação Florida é uma das estações do Metro de Buenos Aires, situada em Buenos Aires, entre a Estação Leandro N. Alem e a Estação Carlos Pellegrini. Faz parte da Linha B.
Foi inaugurada em 15 de dezembro de 1931. Localiza-se no cruzamento da Avenida Corrientes com a Rua Florida. Atende o bairro de San Nicolás.
A seção do então Subterrâneo Lacroze que chegou a estação Leandro N. Alem foi inaugurada em 1 de dezembro de 1931, mas por complicações nas obras a estação Florida demorou para sua abertura duas semanas a mais.

## Decoração
Na plataforma norte da estação existe um mural de Mariano Imposti Indart de 1998 sobre a historieta argentina Patoruzú.